# Dietzhausen
Dietzhausen ist seit 1994 ein Ortsteil der kreisfreien Stadt Suhl des Freistaates Thüringen.

## Geografische Lage
Dietzhausen liegt im südlichen Thüringer Wald westlich von Suhl, an der Landstraße nach Meiningen im Tal der Hasel. Im Westen grenzt der Ort an das Dorf Wichtshausen, im Osten an die Ortschaften Albrechts und Mäbendorf.

## Geschichte
Erstmals urkundlich erwähnt wurde der Ort 810. Dietzhausen gehörte zur Grafschaft Henneberg und lag bis 1815 im sächsischen Amt Kühndorf. Der Ort war nach Albrechts gepfarrt. Die erste Kirche wurde 1634 zerstört, die heutige Kirche St. Johannes wurde 1681/82 gebaut.
Von 1816 bis 1944 gehörte Dietzhausen zum Regierungsbezirk Erfurt der preußischen Provinz Sachsen. Am 1. April 1994 erfolgte die Eingemeindung nach Suhl.
Über die Geschichte Dietzhausens während der Weimarer Republik und nach 1933 unterrichtete eine Ausstellung, die vom 30. August bis 3. September 2019 in der Dorfkirche zu sehen war. Zusammengetragen hatte sie der Ortschronist und Heimatforscher Rudolf Denner. Er widmete sie den 45 Toten und 17 Vermissten des Zweiten Weltkrieges, die aus dem Ort stammten, ferner den 14 Bewohnern, die im Widerstand gegen den Nationalsozialismus standen, und auch all jenen, die im Dietzhausener Zwangsarbeiterlager umgekommen waren.
Im Jahr 2017 wurde der Ort 1200 Jahre alt. Im gleichen Jahr wurde das Jubiläum zu 300 Jahren Kirmes in Dietzhausen begangen.
Ortsteilbürgermeister ist seit 2019 Norman Kummer.
Der Kulturverein Dietzhausen spielt eine zentrale Rolle im gesellschaftlichen Leben des Ortes. Er organisiert zahlreiche Veranstaltungen, die das Gemeinschaftsleben stärken und Besucher aus der Umgebung anziehen. Besonders hervorzuheben sind das jährlich stattfindende Schwimmbadfest, das sich großer Beliebtheit erfreut, sowie die traditionsreiche Kirmes, die in diesem Jahr bereits zum 307. Mal gefeiert wird. Durch das Engagement des Kulturvereins bleibt die reiche Tradition des Ortes lebendig und bietet den Bewohnern und Gästen ein vielfältiges kulturelles Angebot.

## Persönlichkeiten
In Dietzhausen geboren:
- Eberhard von Breitenbuch (1910–1980), Widerstandskämpfer gegen Adolf Hitler
- Horst Brandt (Gewerkschafter) (* 1928), Gewerkschafter

In Dietzhausen leben:
- Landolf Scherzer (* 1941 in Dresden), Schriftsteller und Publizist
- Lars Nonn (* 1971 in Suhl), Endurosportler